# Yule (rivier)
De Yule is een efemere rivier in de regio Pilbara in West-Australië.

## Geschiedenis
De oorspronkelijke bewoners van het stroomgebied van de Yule zijn de Indjibandi en Njamal of Nyamal Aborigines.
Francis Thomas Gregory vernoemde de rivier op 10 augustus 1861, tijdens zijn expeditie door het noordwesten van West-Australië, naar Thomas Newte Yule, een landbouwer uit Toodyay die in 1851 waarnemend koloniaal secretaris was.
In de jaren 1950 werden voorhistorische petrogliefen gevonden op de rotswanden langs de bovenloop van de Yule.

## Geografie
De Yule ontspringt in de Scientific Reserve in het Chichestergebergte. De rivier stroomt in noordwestelijke richting, wordt een vlechtende rivier met een brede alluviale rivierbedding, en kruist de North West Coastal Highway 60 kilometer ten zuiden van Port Hedland. De Yule mondt uit in de Indische Oceaan nabij kaap Thouin waar zich een 31,4 km² groot estuarium heeft gevormd.
De rivier stroomt door verschillende semi-permanente waterpoelen waaronder:
- Mundabundenoona Pool (110m)
- Kangan Pool (101m)
- Mardagubiddina Pool (63m)
- Moolkamudda Pool (39m)

Ze wordt gevoed door tien waterlopen:
- Coorong Creek (256m)
- Coonarrie Creek (182m)
- Cockeraga River (182m)
- Pinga Creek (161m)
- Pilbaddy Creek (160m)
- Powdar Creek (138m)
- Mungoona Creek (136m)
- Friendly Creek (117m)
- Pilbara Creek (115m)
- West Yule River (39m)

Op 45 kilometer van Port Hedland ligt het Yule-boorveld vanwaar de stad water put uit de aquifer onder de Yule.